# Динамо (Берлін)
БФК «Динамо» (Берлінський футбольний клуб «Динамо») (нім. BFC Dynamo (Berliner Fussballclub Dynamo) — німецький футбольний клуб з міста Берлін. Заснований 15 січня 1966 року. 11-разовий чемпіон Оберліги НДР (рекорд).

## Історія

### Підстава і патронаж Штазі
Попередник сучасного берлінського «Динамо» був заснований в 1949 з назвою Sportgemeinde Deutsche Volkspolizei Berlin. У березні 1953 року ця команда зайняла місце SC Volkspolizei Potsdam в НДР-Лізі, другому за силою дивізіоні Східної Німеччини. Потсдамська і берлінська команди були офіційно об'єднані і з 27 березня 1953 грали у складі спортивного товариства «Динамо» (нім. Sportvereinigung Dynamo) під назвою SG Dynamo Berlin. Після 14-го результату в сезоні 1953/54 команда була відправлена до Беціркслігу Берлін (III дивізіон). Клуб був знову перейменований, будучи названим у Sport Club Dynamo Berlin1 жовтня 1954 а.
У кінці 1954 членам команди «Динамо» (Дрезден), однієї з найкращих у Східній Німеччині у той час, було наказано виїхати до столиці, щоб створити конкурентоспроможну динамівську команду в Берліні, а дрезденський клуб вирішили перетворити в другу команду. Таким чином створена команда був відправлена в НДР-Лігу в 1957 і з ходу її вигравши, відразу ж перейшла у вищу лігу — оберлігу НДР. Вищий успіх «Динамо» в кінці 50-х і початку 60-х — три поспіль потрапляння у трійку призерів у чемпіонаті і перемога в Кубку НДР в 1959 році. Тим не менш, в сезоні 1962/63 результати впали, що призвело до вильоту в 1967 році.
Клуб був реорганізований 15 січня 1966 р., ставши називатися Berliner Fußballclub Dynamo (BFC Dynamo), коли футбольні команди в НДР було вирішено вивести із спортивних клубів. «Динамо» швидко повернулася в елітний дивізіон, пропустивши там лише один сезон. Проте скоро стало сумно відомим, отримавши заступництво Еріха Мільке, керівника східнонімецької таємної поліції — Штазі. Для маніпуляції результатами команди і забезпечення її панування використовувалися різні засоби.
Граючи в оберлізі, «Динамо» виграло 10 чемпіонатів поспіль з 1979 по 1988, за допомогою упередженого суддівства, несправедливих переходів гравців з інших команд і різних інших неспортивних коштів. «Динамо» лаяли навіть багато жителів Берліна і обман був настільки кричущим, що викликав несхвалення, природно неофіційне, у Політбюро правлячої партії НДР. Передбачуване маніпулювання в матчі чемпіонату НДР 1985/86 між «Динамо» і лейпцизьким «Локомотивом», який закінчився з рахунком 1:1, призвело до загального протесту, але в результаті санкції пішли лише до судді Бернда Штумпфа.

### Після об'єднання Німеччини
У 1990 році клуб перейменували на FC Berlin для спроби ребрендингу, щоби дистанціюватися від неприємного минулого, але в 1999 році знову повернулися до назви BFC Dynamo. Правда, на відміну від старої назви — Berliner Fußballclub Dynamo, — нову пишуть трохи по-іншому — Berliner Fussballclub Dynamo. Без свого могутнього покровителя і кинута більшістю вболівальників, команда швидко скотилася до Регіональліги (тоді третього за силою дивізіону), а з сезону 2000/01 грає в оберлізі. Команда збанкрутіла в сезоні 2001/02, але попросила Німецький футбольний союз дозволити їй виступати в чемпіонаті поза заліком, не враховуючи результати в турнірній таблиці (не рідкісна практика в подібних обставинах). Це завершилося серією розгромних поразок.
Клуб оговтався, вигравши Вербандслігу Берлін (до устворення Третьої бундесліги — п'ятий за силою дивізіон) в 2004 році і повернувшись у оберлігу Північ-Північний Схід, де «Динамо» закріпилося у верхній частині таблиці, чотири рази потрапивши до шістки найкращих за останні п'ять років.

## Досягнення
- Чемпіон НДР: 1979, 1980, 1981, 1982, 1983, 1984, 1985, 1986, 1987, 1988
- Володар Кубка НДР: 1959, 1988, 1989
- Володар Суперкубка НДР: 1989

## Виступи в єврокубках
| Сезон     | Змагання                     | Раунд | Країна                                         | Клуб             | Результат         |
| --------- | ---------------------------- | ----- | ---------------------------------------------- | ---------------- | ----------------- |
| 1971–72   | Кубок володарів кубків       | 1Р    | Уельс                                          | Кардіфф Сіті     | 1–1, 1–1, 6–5 (п) |
|           |                              | 1/8   | Бельгія                                        | Беєрсхот         | 3–1, 3–1          |
|           |                              | 1/4   | Швеція                                         | Отвідабергс      | 2–0, 2–2          |
|           |                              | 1/2   | СРСР                                           | Динамо Москва    | 1–1, 1–1, 1–4 (п) |
| 1972—1973 | Кубок УЄФА                   | 1Р    | Франція                                        | Анже             | 1–1, 2–1          |
|           |                              | 2Р    | Болгарія                                       | Левські          | 3–0, 0–2          |
|           |                              | 1/8   | Англія                                         | Ліверпуль        | 0–0, 1–3          |
| 1976–77   | Кубок УЄФА                   | 1Р    | СРСР                                           | Шахтар           | 0–3, 1–1          |
| 1978–79   | Кубок УЄФА                   | 1Р    | Соціалістична Федеративна Республіка Югославія | Црвена Звезда    | 5–2, 1–4          |
| 1979–80   | Кубок Європейських чемпіонів | 1Р    | Польща                                         | Рух Хожув        | 4–1, 0–0          |
|           |                              | 1/8   | Швейцарія                                      | Серветт          | 2–1, 2–2          |
|           |                              | 1/4   | Англія                                         | Ноттінгем Форест | 1–0, 1–3          |
| 1980–81   | Кубок Європейських чемпіонів | 1Р    | Кіпр                                           | АПОЕЛ            | 3–0, 1–2          |
|           |                              | 1/8   | Чехія                                          | Банік Острава    | 0–0, 1–1          |
| 1981–82   | Кубок Європейських чемпіонів | 1Р    | Швейцарія                                      | Цюрих            | 2–0, 1–3          |
|           |                              | 1/8   | Англія                                         | Астон Вілла      | 1–2, 1–0          |
| 1982–83   | Кубок Європейських чемпіонів | 1Р    | Німеччина                                      | Гамбург          | 1–1, 0–2          |
| 1983–84   | Кубок Європейських чемпіонів | 1Р    | Люксембург                                     | Женесс Еш        | 4–1, 2–0          |
|           |                              | 1/8   | Соціалістична Федеративна Республіка Югославія | Партизан         | 2–0, 0–1          |
|           |                              | 1/4   | Італія                                         | Рома             | 0–3, 2–1          |
| 1984–85   | Кубок Європейських чемпіонів | 1Р    | Шотландія                                      | Абердин          | 1–2, 2–1, 5–4 (п) |
|           |                              | 1/8   | Австрія                                        | Аустрія Відень   | 3–3, 1–2          |
| 1985–86   | Кубок Європейських чемпіонів | 1Р    | Австрія                                        | Аустрія Відень   | 0–2, 1–2          |
| 1986–87   | Кубок Європейських чемпіонів | 1Р    | Швеція                                         | Ергрюте          | 3–2, 4–1          |
|           |                              | 1/8   | Данія                                          | Брондбю          | 1–2, 1–1          |
| 1987–88   | Кубок Європейських чемпіонів | 1Р    | Франція                                        | Бордо            | 0–2, 0–2          |
| 1988–89   | Кубок Європейських чемпіонів | 1Р    | Німеччина                                      | Вердер           | 3–0, 0–5          |
| 1989–90   | Кубок володарів кубків       | 1Р    | Ісландія                                       | Валюр            | 2–1, 2–1          |
|           |                              | 1/8   | Франція                                        | Монако           | 0–0, 1–1          |

## Відомі гравці
- Томас Долль
- Лутц Айгендорф
- Бодо Рудвалайт
- Ханс-Юрген Рідігер